# More Fun Comics
More Fun Comics est un comic book lancé fin 1934 par National Allied Publications. C'est le premier titre édité par la compagnie qui allait devenir DC Comics. Les six premiers numéros furent publiés sous le titre New Fun: The Big Comic Magazine (parfois raccourci en New Fun Comics). Plusieurs personnages ont été créés pour ce titre, tels que : le Spectre, Green Arrow, Aquaman, Superboy, Doctor Fate...

## Histoire éditoriale
À la fin de 1934, ayant vu l’émergence des Famous Funnies et d'autres magazines réimprimant des comic strips, le Major Malcolm Wheeler-Nicholson fonde National Allied Publications et publie New Fun no 1 (février 1935). Ce magazine de 36 pages avec du papier cartonné et une couverture non-brillante, présente une anthologie de récits humoristiques, tels que la bande dessinée animalière (funny animal) « Pelion and Ossa » et les aventures des deux amis « Jigger and Ginger », accompagnés de l'histoire Western « Jack Woods » et de l'aventure sur le thème du « péril jaune » « Barry O'Neill », présentant le méchant du style Fu Manchu, Fang Gow.
Mais surtout, alors que certaines des publications existantes incluaient une très petite quantité d'histoires originales, généralement en tant que simple filler (« remplissage »), New Fun no 1 fut le premier comic book à contenir que du matériel original. De plus, il diffuse de la publicité, alors que les autres comics étaient sponsorisés par des sociétés telles que Procter & Gamble, Kinney Shoes et les boissons Canada Dry et sans publicités,.
Les quatre premiers numéros furent édités par le futur fondateur de Funnies, Inc., Lloyd Jacquet (en), le suivant, après une pause de trois mois, par Wheeler-Nicholson lui-même. Le numéro 6 (octobre 1935) lança les carrières de Jerry Siegel et Joe Shuster dans le domaine des comics, futurs créateurs de Superman. Ils commencent en travaillant avec le mousquetaire « Henri Duval » et, sous les pseudonymes « Leger et Reuths », sur l'aventurier du surnaturel Doctor Occult. Ils restent sur ce titre jusqu'au numéro 32 (juin 1938) et suivent le changement de titre du magazine en More Fun (numéros 7–8, janvier-février 1936) puis More Fun Comics (no 9 et suivants).
Dans le numéro 101 (février 1945), Siegel et Shuster introduisent Superboy, la version adolescente de Superman, dans une nouvelle histoire chroniquant les aventures de l'Homme d'Acier quand il était un jeune garçon grandissant dans une région rurale des États-Unis.
Avec le numéro 108 (mars 1946), tous les récits de super-héros furent déplacés de More Fun dans Adventure Comics. More Fun devient un titre humoristique qui met en vedette l'histoire de fantasy pour enfants « Jimminy and the Magic Book ». Le comic est annulé au numéro 127 (décembre 1947).

## Listes des personnages apparus
- Doctor Occult — New Fun no 6 – More Fun no 33
- The Spectre — More Fun no 52–101
- Doctor Fate, Wotan (comics) — More Fun no 55–98
- Johnny Quick (Johnny Chambers) — More Fun no 71–107
- Green Arrow — More Fun no 73–107
- Aquaman — More Fun no 73–107
- Superboy — More Fun no 101–107
- Congorilla  — More Fun no 58
- Speedy (comics) — More Fun no 73
- La Présence — More Fun no 52
- Wotan — More Fun no 55
- Rose Psychic — More Fun no 6
- Radio Squad (Sandy Kean) — More Fun no 11
- Ginger Snap, Red Logan, Buzz Brown, Mark Marson, Captain Grim ...

## Équipes artistiques
Vin Sullivan (Vincent Sullivan), Whitney Ellsworth, George Papp, Paul Norris, Lloyd Jacquet, Ed Winiarski, Bob Kane, Mort Weisinger, Bernard Baily, Howard Sherman, Fred Ray, Jack Liebowitz, Sheldon Mayer, Jerry Siegel, Joe Shuster, Henry Boltinoff, Fred Guardineer, Mort Meskin, Howard Post (Howie Post), Alfred Bester, Stan Kaye, Creig Flessel, Jack Callahan, Joseph Sulman